# Leopoldo Duarte e Silva

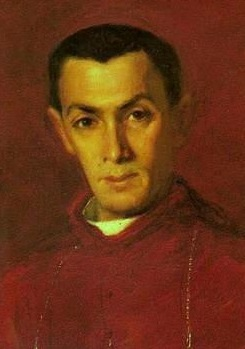
Bischof Leopoldo Duarte e Silva, Ölgemälde von Henri Benard, 1913 (Detail)

Leopoldo Duarte e Silva (* 4. April 1867 in Taubaté; † 13. November 1938 in São Paulo) war ein brasilianischer Geistlicher und römisch-katholischer Erzbischof von São Paulo.

## Leben

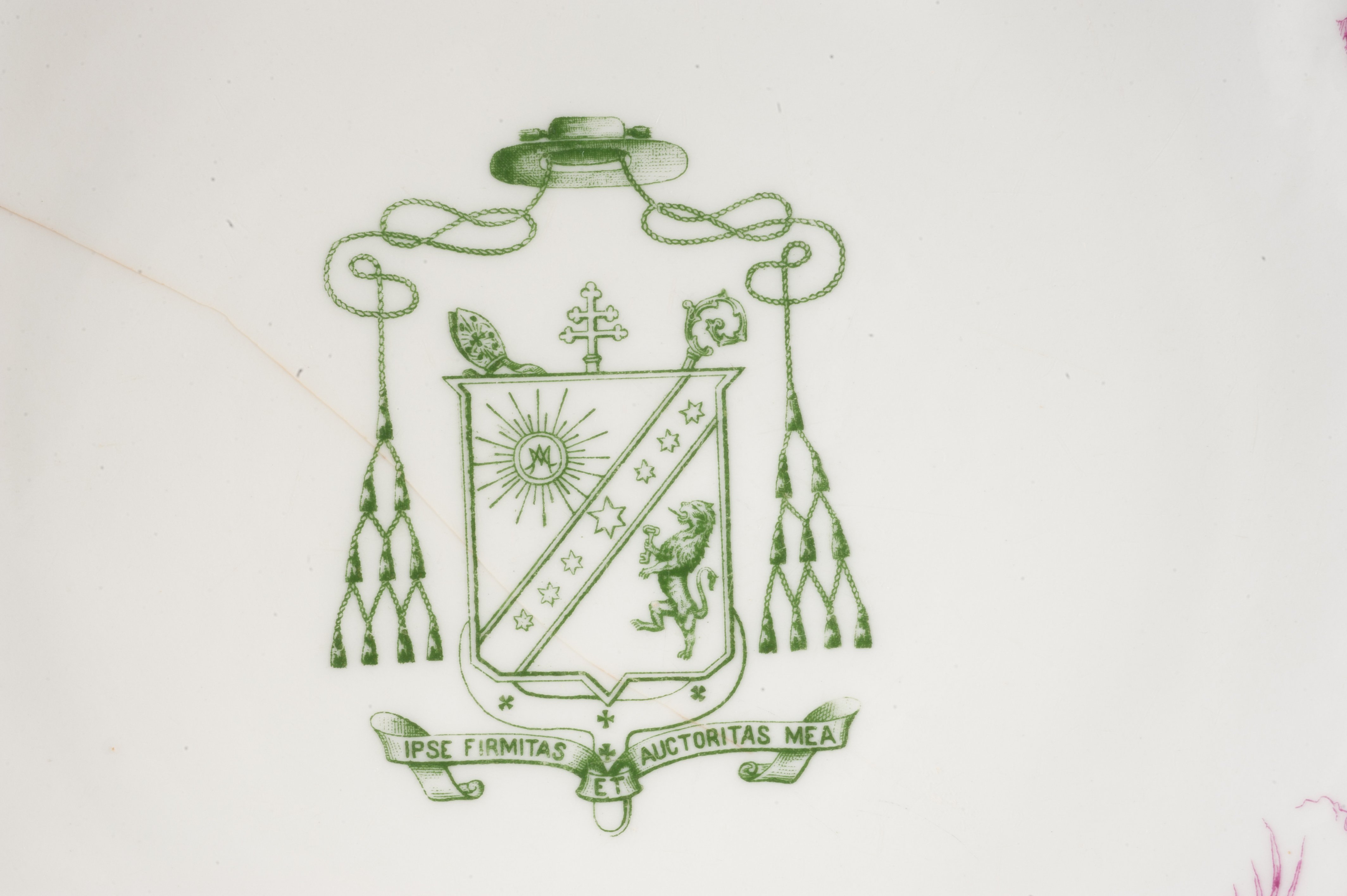
Bischofswappen

Leopoldo Duarte e Silva, dessen Eltern Einwanderer aus Portugal waren, schrieb sich 1887 ins Priesterseminar von São Paulo ein. Am 30. Oktober 1892 erhielt er die Priesterweihe durch Lino Deodato Rodrigues de Carvalho, den damaligen Bischof von São Paulo. Anschließend war er als erster Gemeindepfarrer von Santa Cecília tätig. Er war an der Gründung der Pfarrei Lapa e Água Branca beteiligt und erhielt später den Titel eines Päpstlichen Hausprälaten (Monsignore).
Papst Pius X. ernannte ihn am 10. Mai 1904 zum Bischof von Curitiba. Die Bischofsweihe spendete ihm Kardinalstaatssekretär Rafael Merry del Val am 22. Mai desselben Jahres. Mitkonsekratoren waren Silvério Gomes Pimenta, Bischof von Mariana, und der emeritierte Bischof von Gubbio, Luigi Lazzareschi. Die Inthronisation fand am 2. Oktober 1904 statt.
Nach zweijähriger Tätigkeit ernannte ihn Pius X. am 18. Dezember 1906 zum Bischof von São Paulo. Am 7. Juni 1908 erhob der Papst diese Diözese zum Erzbistum, womit Leopoldo Duarte e Silva zum ersten Erzbischof von São Paulo aufstieg. Am 29. Juni 1913 legte er den Grundstein zum Bau der neuen Kathedrale. 1915 eröffnete und leitete er den ersten Eucharistischen Kongress in seinem Erzbistum. In São Paulo organisierte er zudem 1922 einen nationalen Eucharistischen Kongress sowie 1928 den Kongress der katholischen Jugend.